# Sterrenwind
Sterrenwind is de uitstroom van gassen en andere materie die door de meeste sterren wordt uitgestoten. Het is analoog aan de zonnewind, die de zon uitstoot.
In hete sterren wordt de wind veroorzaakt door de druk die elektromagnetische straling uitoefent op de materie in de steratmosfeer met als gevolg dat deze materie energie verkrijgt en deels wordt uitgestoten uit de atmosfeer van de ster. In minder hete sterren, zoals de zon, worden de deeltjes uitgezonden door de enorme hitte die zich in de corona voordoet. Gasdeeltjes die door de hitte tot een snelheid worden gedreven die de ontsnappingssnelheid van de ster overtreft kunnen dan "ontsnappen" en vormen de sterrenwind.
Bij sterren die aan het einde van hun evolutie zijn kan de sterrenwind van grote betekenis zijn door de grote hoeveelheden massa die deze sterren kunnen verliezen. Voorbeelden zijn de OH/IR-sterren en Mira veranderlijken. Dit massaverlies kan bepalend zijn over de verdere evolutionaire stappen die de ster doorloopt. 
In het geval van sterren die vergelijkbaar zijn met de zon is het massaverlies door de sterrenwind bijna verwaarloosbaar. Het massaverlies van de zon is 2-3 10-14 zonnemassa's per jaar. Omdat deze sterrenwind bestaat uit geïoniseerde deeltjes is er interactie met magnetische velden. In het geval van zonnewind kan dit door het aardmagnetisch veld bijvoorbeeld leiden tot het noorderlicht.
In andere sterren is het massaverlies veel groter: het kan oplopen tot 10-3 zonnemassa's per jaar voor Wolf-Rayetsterren.

## Kleine Spooknevel

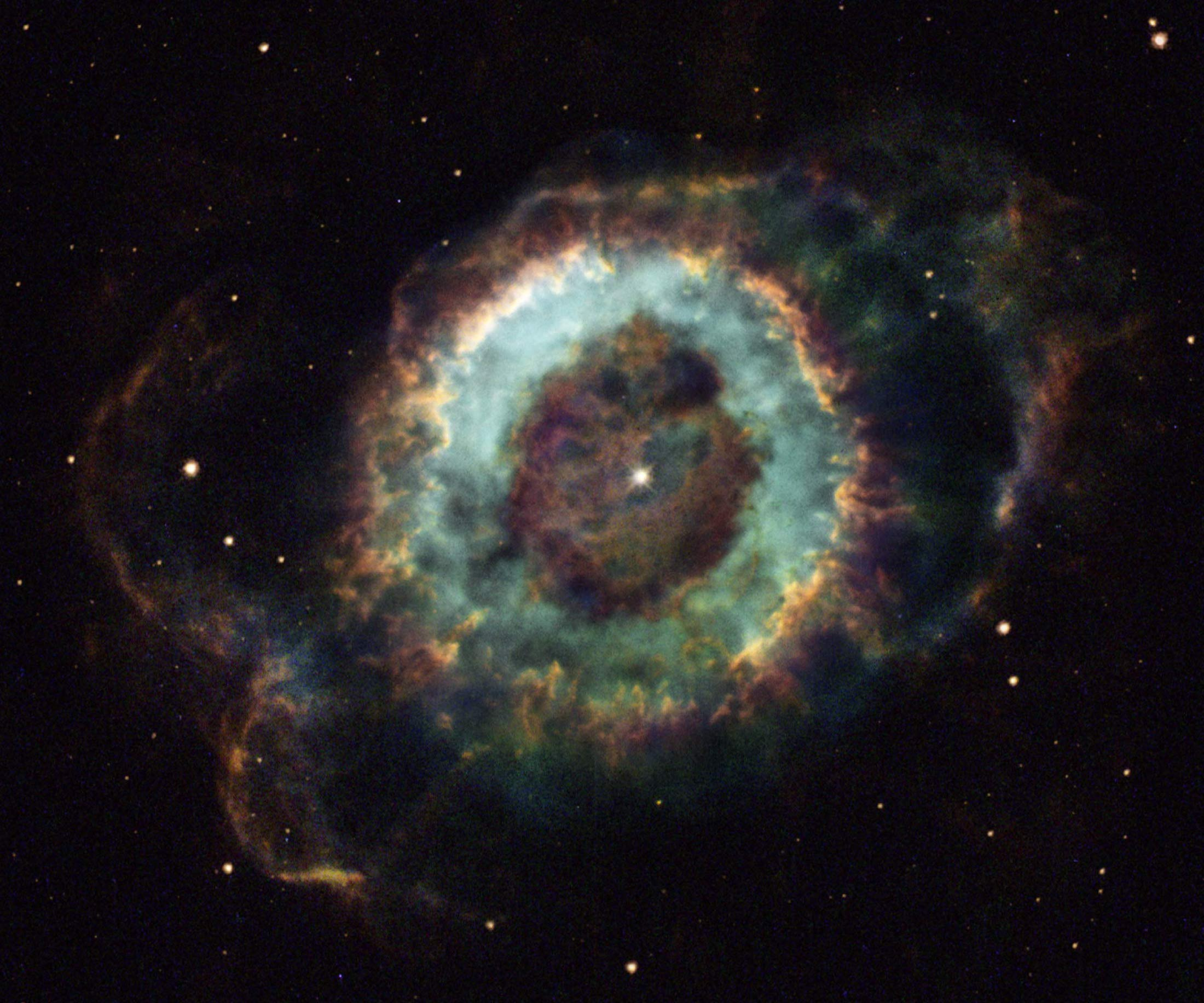
Kleine Spooknevel (NGC 6369)

De sterrenwind van de planetaire nevel NGC 6369 (de 'Kleine Spooknevel'), is een voorbeeld.
De ringvormige emissie die door amateur-astronomen vanaf de grond kan worden waargenomen als een rode cirkel, is het materiaal dat is uitgestoten tijdens de asymptotische-reuzentakfase. Het licht op door het licht van de zeer hete ster in zijn centrum. De foto laat een detailopname van de nevel zien, gemaakt door de Hubble-ruimtetelescoop. Deze laatste afbeelding is verkregen door het licht van verschillende filters te combineren: groen licht komt van geïoniseerde waterstof, blauw van dubbel-geïoniseerde zuurstof en rood van eenmaal geïoniseerde stikstof.
Hoe deze winden precies ontstaan is nog onduidelijk. Wel staat vast dat ze opgebouwd zijn uit spiraalvormige patronen die een verhoogde dichtheid hebben en met de ster meedraaien. De meest logische oorzaak hiervan zou kunnen zijn dat er niet-symmetrische pulsaties of zwakke magnetische velden aan het steroppervlak voorkomen.
Recent is hier onderzoek naar gedaan door de Nederlandse promovendus J.A. De Jong. Hij heeft bij één ster (Xi Persei) met behulp van nieuwe analysetechnieken de sterrenwind in kaart gebracht vanaf het oppervlak tot aan de buitenste regionen. Hoewel de verwachte pulsaties werden aangetoond, zijn die niet de oorzaak van de veranderlijkheid van de sterrenwind. Waarschijnlijk zijn dit magnetische velden, die bij een gelijksoortige ster, Beta Cephei, wel werden gevonden.